# ساتومورا جوها
ساتومورا جوها (به ژاپنی: 里村紹巴); ۱۵۲۵ – ۲ ژوئن ۱۶۰۲) شاعر رنگا اهل ژاپن بود.　وی با میوشی ناگایوشی، هوسوکاوا فوجی‌تاکا، آکچی میتسوهیده و تویوتومی هیده‌یوشی ارتباط و دوستی داشت.